# Ken Chinn
Kendall Stephen Chinn (Edmonton, 19 d'octubre de 1962 - Vancouver, 16 de juliol de 2020) va ser un vocalista i artista canadenc de punk rock. Fou conegut, amb el pseudònim de «Mr. Chi Pig» per ser el cantant del grup SNFU.

## Primers anys
Fill de pare xinès i mare alemanya, Chinn fou el penúltim de dotze germans. De ben jove va viure episodis traumàtics relacionats amb la vida dissoluta de la seva família, a més de les primeres manifestacions del que després seria diagnosticat com esquizofrènia. A la vegada, va néixer el seu interès pel punk rock, el patinatge de monopatí i la il·lustració.
El 1981, Chinn va formar el grup de punk rock Live Sex Shows amb els germans bessons Marc i Brent Belke, a qui havia conegut a través de la subcultura de l'skate. El grup va tenir una vida curta, però els tres músics van formar el mateix any Society's No Fucking Use, més conegut per l'acrònim SNFU. SNFU va fer augmentar el públic canadenc aficionat al hardcore punk i es va convertir en una influència important per al subgènere de l'skate punk. A més de cantar, Chinn va escriure les lletres del grup i va dibuixar gran part de les obres d'art utilitzades als discos, contribuint a crear la seva estètica sardònica. També va ser un showman enèrgic i carismàtic, incorporant màscares, titelles i altres accessoris als espectacles en viu de la banda.
Després de llançar tres LP i haver iniciat una gran gira per Amèrica del Nord i Europa, SNFU es va dissoldre el 1989 a causa de l'esgotament general i de desavinences personals.

## Trasllat a Vancouver
Chinn es va traslladar a Vancouver, i amb un grup anomenat The Wongs va llançar un EP el 1990 abans de dissoldre's l'any següent. A continuació va formar un altre grup efímer, Little Joe. Havent-se traslladat a Vancouver, Chinn va començar un llarg festeig amb diverses drogues. Aquest període també va suposar la reivindicació de Chinn com a homosexual.
A finals de 1991, SNFU es va reunir de nou per fer una gira arran de l'edició d'una recopilació de rareses publicada per satisfer el seu contracte amb la discogràfica Cargo Records. La gira va tenir èxit i la banda, renovada, va signar amb Epitaph Records el 1993. Els següents cinc anys d'activitat van donar com a resultat tres àlbums d'estudi i la màxima popularitat en la carrera de la banda: van gaudir de vendes discogràfiques de sis dígits i van girar amb grups com Green Day i Bad Religion.
El 1997, Epitaph va optar per renovar el contracte. Això va propiciar un deute econòmic important per part de banda i la sortida de Brent Belke i el bateria Dave Rees. Els membres restants, però, van mantenir el grup actiu amb quatre membres, per primera vegada en la seva carrera, mentre buscaven un nou contracte de gravació. Aquesta època es va acabar després de la marxa del baixista Rob Johnson i una pausa el 2001.

## Tercera encarnació de SNFU
Chinn va formar llavors el grup Slaveco amb Matt Warhurst i Shane Smith, ambdós futurs membres de SNFU, i Jay Black. SNFU va tornar a l'activitat a finals de 2003, llençant un vuitè àlbum d'estudi i girant posteriorment abans de tornar a dissoldre's el 2005. Poc després, Chinn va caure en la depressió, la pobresa i l'addicció, la qual cosa va donar lloc a que es convertís en una persona en situació de sense llar. No obstant això, Chinn va començar a treballar en un disc en solitari sense acabar en col·laboració amb altres músics de Vancouver.
Chinn i el baixista de SNFU, Ken Fleming, ara com a guitarrista, van començar a tocar el material de SNFU el 2007 abans de decidir-se a reformar la banda oficialment. Més tard s'hi va sumar el primer bateria, Jon Card, i diversos membres nous. Aquesta tercera encarnació de SNFU va recórrer Europa, Canadà i Amèrica Central alhora que componia material nou.
Una pel·lícula documental biogràfica sobre Chinn titulada Open Your Mouth and Say... Mr. Chi Pig es va estrenar el març del 2010. Produïda per la companyia canadenca Prairie Coast Films i dirigida per Sean Patrick Shaul, la pel·lícula repassa la vida i la carrera de Chinn amb imatges i entrevistes a músics coneguts com a Jello Biafra dels Dead Kennedys, Brendan Canning de Broken Social Scene i Joey Keithley de DOA, sobre la seva influència i l'escena punk en general.
El 2011, Chinn patí una pneumònia greu i SNFU es va desfer. Malgrat això, el grup va aconseguir girar l'any següent en suport de la primera biografia oficial de la banda de l'historiador Chris Walter: ...What No One Else Wanted to Say. Chinn també va començar a fer concerts acústics en solitari, amb el nom de DNFU (Distortion's No Fucking Use), el 2013. L'any següent, va dirigir diverses formacions de SNFU en algunes gires.
El novembre de 2019, el periodista de BeatRoute, Sean Orr, va entrevistar Chinn, el qual va declarar que li havien pronosticat un mes de vida. Va morir el 16 de juliol de 2020.